# Österbron

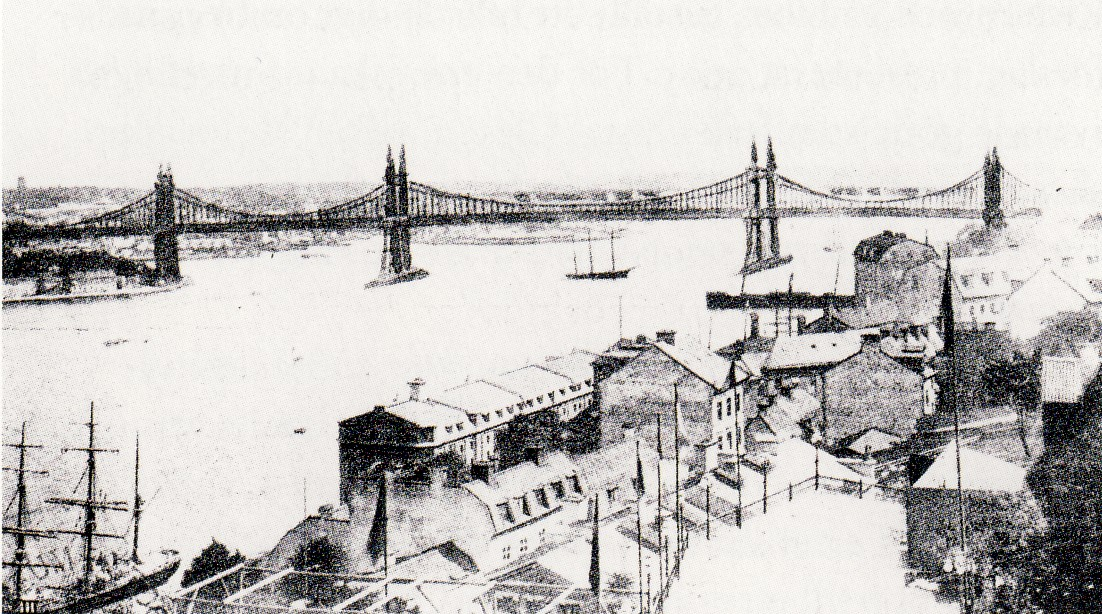
Hjalmar Cassels förslag till en kombinerad hängbro för spår- och vägtrafik från år 1906.

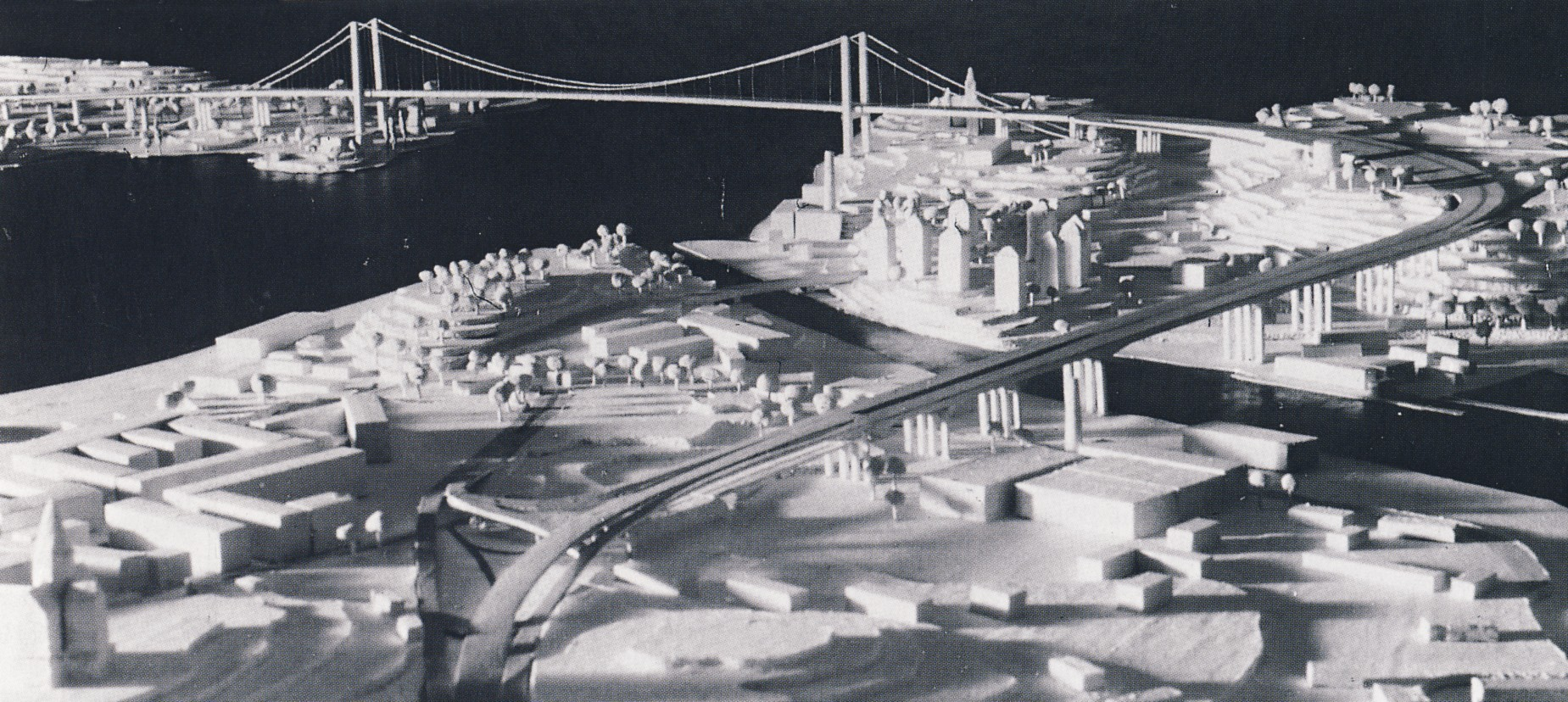
Tävlingsförslag från 1948 för en Österbro av tyska ingenjörsbyrån Fritsch & Co.
En hängbro sträcker sig över till Finnboda, varefter leden svänger av vid Henriksdal till en bro över Hammarbykanalen med anslutning till en förlängd Ringvägen, närmast i bild.

Österbron var en bro som planerades på 1940-talet i samband med Stockholms ringled och Österleden. Redan på 1900-talets början fanns det planer för en Väster- och en Österbro. Då var anledningen huvudsakligen att den nya järnvägen kunde komma fram obehindrad. En av förslagsställarna var Hjalmar Cassel. Han presenterade sin idé för en Österbro 1906 i tidskriften Idun, bron skulle sträcka sig över Saltsjön från något öster om Slussen och över till Skeppsholmen. Han förordade en dubbelbro med järnvägsspåren på den undre delen och körbanor på den övre. Han tyckte att förslaget skulle onödiggöra en ombyggnad av Slussen och dessutom "oerhört berika huvudstadens skönhet"
År 1905 fanns det i Stockholm 177 registrerade bilar, siffran ökade på tjugo år till 9 000 motorfordon och 1930 hade antalet fördubblats till 17 800 motorfordon. På 1930-talet var det därför en av stadsplanerarnas och samhällsplaneringens viktigaste uppgifter att planera Stockholms vägnät för den förväntade fordonsökningen. Problemet skulle lösas med en ringled runt staden och stjärnformig anlagda huvudgator som strålade från centrum ut till ringleden. 
År 1946 presenterades ett förslag till huvudledsnät i Stockholm med en inre ringled. Den sträckte sig från  Västerbron - Sankt Eriksgatan i väst till Sveaplan i norr, sedan längs Valhallavägen, på Södra Djurgården och Beckholmen till Österbron över Saltsjön och slutligen till en förlängd Ringvägen i söder. Den 1935 invigda Västerbron skulle alltså kompletteras med en motsvarighet i öst, Österbron. 1948 utlystes en international tävling (se Österledstävlingen) för den tänkta östra förbindelselänken. 196 förslag från 33 länder kom in, med broar, tunnlar och de mest fantasifulla lösningar en del påminde om en stockholmsk variant av Golden Gate Bridge.  
Nästa konkreta plan presenterades i 1960 års trafikledsplan för Stockholm. Österbron hade nu flyttats lite längre österut och skulle spänna över Stockholms inlopp från Biskopsudden på Södra Djurgården till Finnboda i Nacka. Några år senare i 1967 års cityplan, City 67, bekräftades Österleden och Österbron som en lösning för stadens framtida fordonstrafik. I mitten av 1970-talet fanns dock ingen majoritet längre varken för Österleden eller det gigantiska broprojektet och Österbron blev inte förverkligad.
I Dennisöverenskommelsen 1992 väcktes frågan på nytt, men förbindelsen skulle nu utföras som tunnel under Djurgården. Planerna levde kvar under namnet Österleden, senare Östlig Förbindelse, långt efter att överenskommelsen sprack 1997. I september 2017 beslutade Stockholms stad att inte skjuta till pengar och därmed är även tunnellösningen avförd från den politiska dagordningen. 
Tanken på en Österbro är ändå inte helt död. I juni 2016 föreslog t.ex. Yimby en lösning med en bro öster om Djurgården, där biltrafiken sluts inne i en "tunnel i luften".